# 鹅肠菜属 (水云目)
鹅肠菜属（学名：Endarachne）为萱藻科的一个属。

## 下级分类
本属包括以下物种：
- 鹅肠菜 Endarachne binghamiae J.Agardh